# Pezizomycotina
Pezizomycótina (лат.) — подотдел грибов отдела аскомицетов. Ранее принимался в качестве класса эуаскомице́тов (лат. Euascomycétes). Самый многообразный из подотделов, включает более 32 тысяч описанных видов.
Включает все виды аскомицетов, образующие мицелий и плодовые тела, за исключением Neolecta.

## Характеристика
Большинство видов — мицелиальные организмы, некоторые имеют фазу одноклеточных почкующихся дрожжей. Гифы с простыми септами с одной порой, рядом с которой располагаются тельца Воронина. В клетках, как правило, содержится по одному гаплоидному ядру.
Многие виды обладают плеоморфным жизненным циклом с телеоморфной стадией (может отсутствовать) и одной или несколькими анаморфными стадиями (также могут отсутствовать). Телеоморфы образуют плодовые тела — апотеции, перитеции, клейстотеции, аскостромы. Аски по строению и способу разрушения стенок делятся на оперкулятные, иноперкулятные, прототуникатные, унитуникатные и битуникатные.

## Таксономия
Pezizomycotina O.E.Erikss. & Winka, Myconet 1: 9 (1997).

### Классы
- Orbiliomycetes
- Pezizomycetes
- клада Leotiomyceta
  - Arthoniomycetes
  - Candelariomycetes
  - Collemopsidiomycetes
  - Coniocybomycetes
  - Dothideomycetes
  - Eurotiomycetes
  - Geoglossomycetes
  - Laboulbeniomycetes
  - Lecanoromycetes
  - Leotiomycetes
  - Lichinomycetes
  - Sordariomycetes
  - Xylobotryomycetes
  - Xylonomycetes